# Estaminet

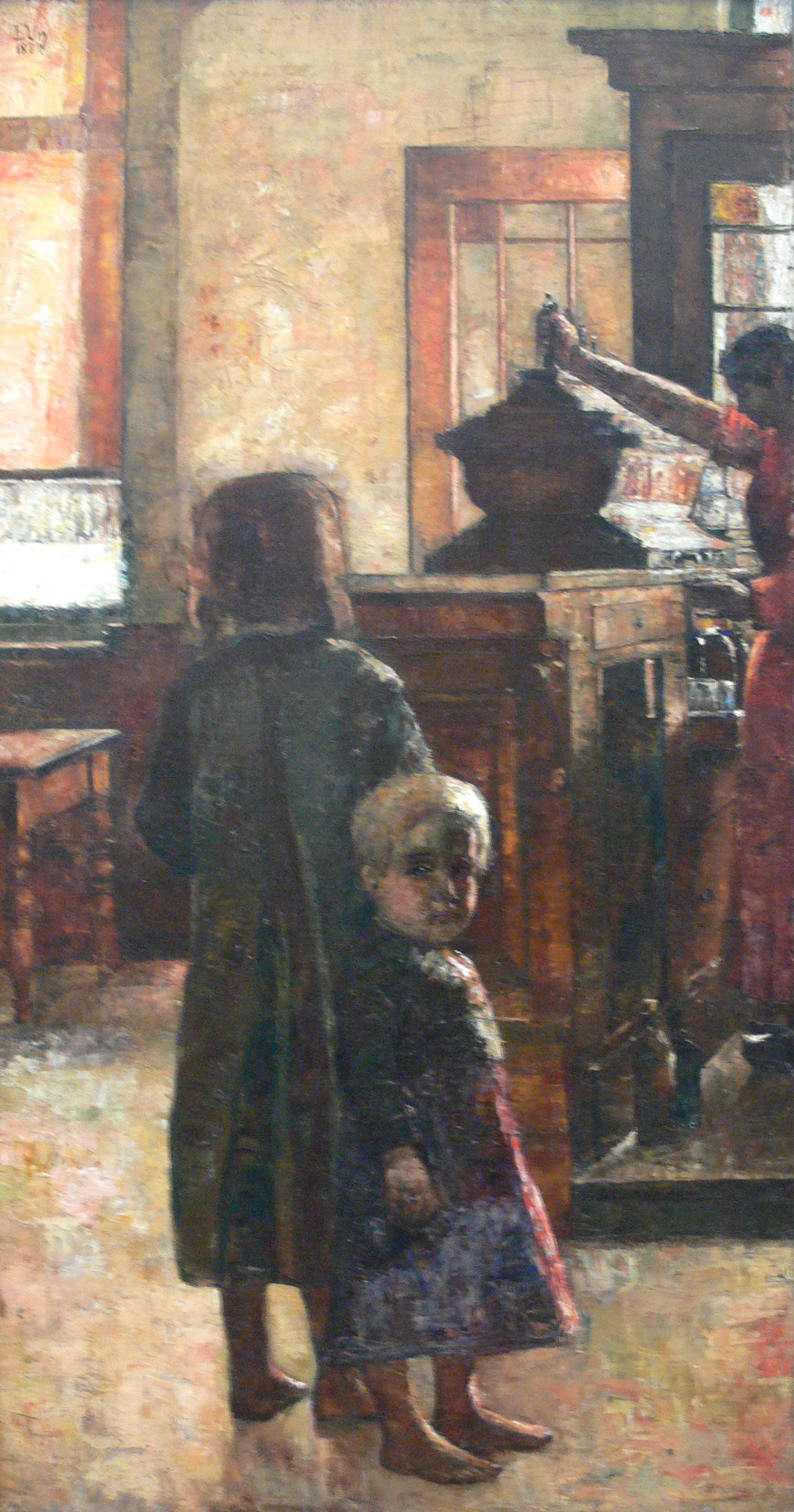
Estaminet flamand, par Lesser Ury (1884).

Un estaminet est, en Picardie, en Flandre française, au Luxembourg et à Bruxelles, en Belgique, un débit de boissons servant en général de la bière et proposant aussi du tabac et des jeux traditionnels. Les estaminets font partie du patrimoine culturel de ces régions. À Bruxelles un estaminet vieux de trois cents ans est encore ouvert. 
Le terme a été utilisé également à Paris : Jules Lovy écrit le 18 avril 1858 dans le Le Tintamarre : « Le même monde qui s'épanouit aujourd'hui dans les brasseries se prélassait autrefois dans les estaminets et les cafés-caveaux ». 
Aujourd'hui, le nom estaminet désigne les tavernes, auberges et brasseries typiques du Nord, qui reprennent en décoration des ustensiles anciens, et des décorations typiques, rustiques et traditionnelles, tout en servant des plats et boissons de la région.

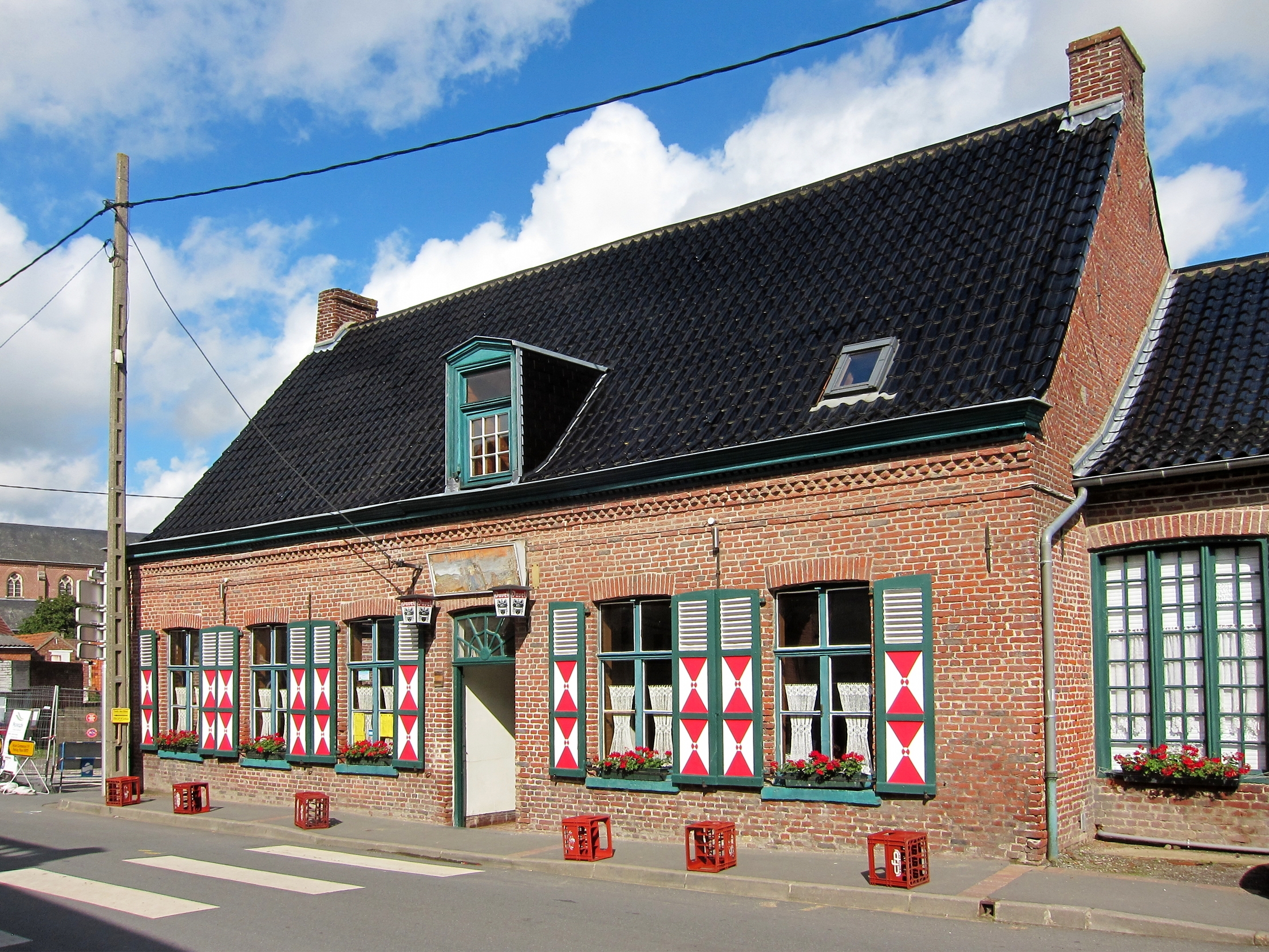
Estaminet flamand Le Blauwershof (« Le repaire des fraudeurs ») à Godewaersvelde.

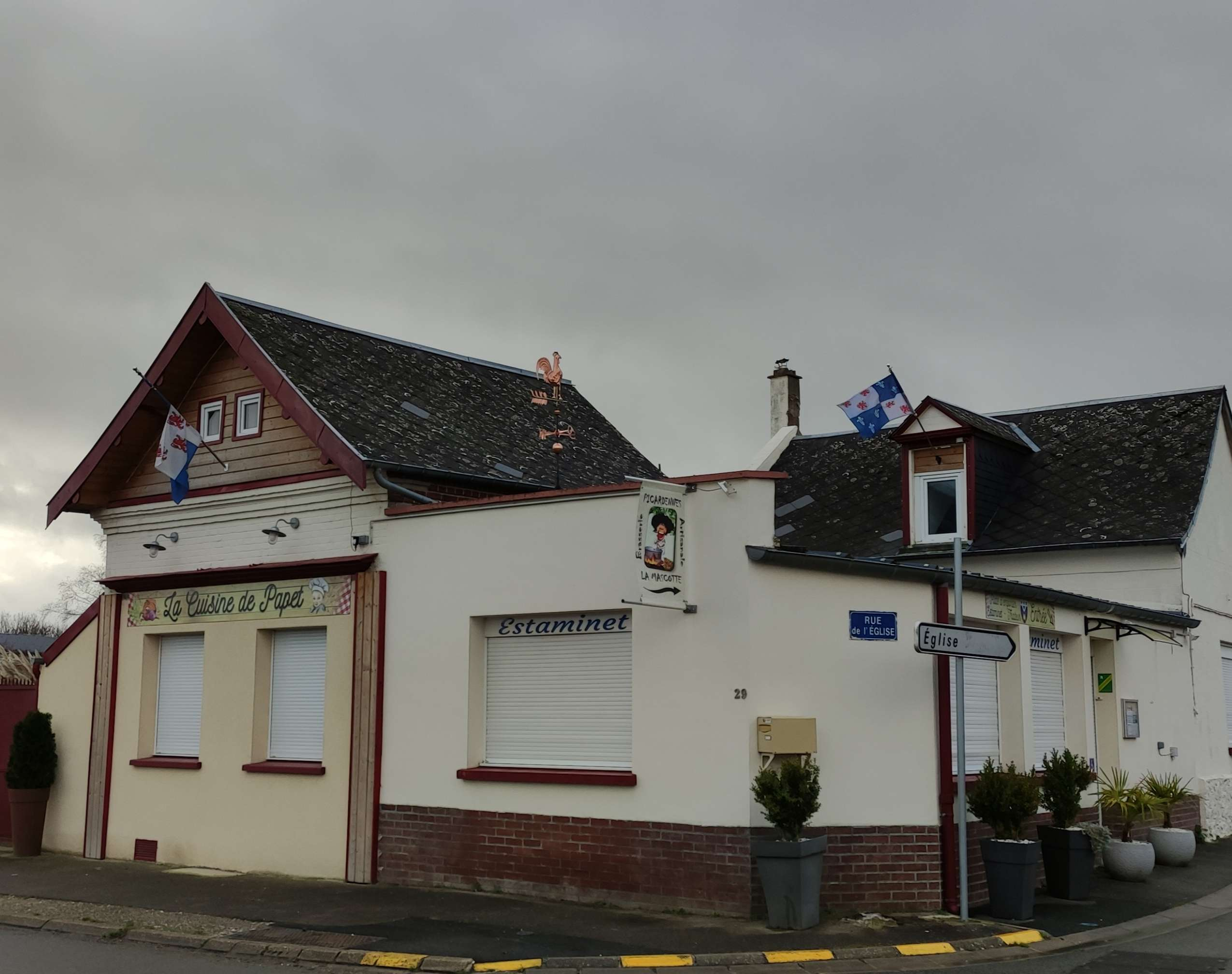
Estaminet picard La Cuisine de Papet à Éplessier.

## Étymologie
En 1802, l'Académie française définit l'estaminet en une formule lapidaire : « Assemblée de buveurs et de fumeurs », ayant établi le constat, a posteriori, que cette appellation nouvelle qu'on ne trouve qu'à partir du milieu du XVIIIe siècle désigne aussi le lieu où elle se tient. Il est précisé également que « Cet usage qui vient des Pays-Bas s'est propagé à Paris où l'on dit aussi Tabagie pour distinguer ces sortes d'assemblées ».
Le mot est d'origine picarde et vient de « estamet », qui désigne le pilier soutenant une salle et par extension cette salle elle-même.

## Les estaminets auXIXesiècle
Au début du XIXe siècle, et alors que dans les cafés, plus élégants, le tabac est interdit, il est permis de fumer dans les estaminets. Le mot « estaminet » était fréquemment employé avant la Première Guerre mondiale et désignait plutôt un débit de boissons, où l'on pouvait boire un verre et fumer. On y trouvait parfois, dans le même lieu, une épicerie ou un maréchal-ferrant, et il s'apparentait un peu à nos cafés multi-services d'aujourd'hui.
Lieu de détente par excellence des ouvriers, l'estaminet était aussi souvent le point de rendez-vous des sociétés locales, depuis les sociétés colombophiles jusqu'aux bourleux.
Il arrivait que les sociétés chantantes incluent dans leur nom celui de l'estaminet où elles se réunissaient. Ainsi, on peut relever à Flers : Les Amis-Réunis de l'estaminet du Pont du Breucq, à Lambersart : la Société des Rigolos Réunie à l'Estaminet de la Carnoy à Lambersart, à Lille : Les Amis-Réunis à l'Estaminet du Grand Quinquin, Les Amis-Réunis à l'Estaminet du Réveil-Matin, Les Bons Buveurs de l'Estaminet de l'Alliance, à Roubaix : Les Amis-Réunis à l'Estaminet du Bas Rouge à Pile, Les Amis-Réunis Estaminet Bauwens, Les Amis Réunis à l'Estaminet du Poète de Roubaix, Les Amis-Réunis à l'Estaminet tenu par Augustin Roger, et à Tourcoing : la Société des Amis Réunis, Estaminet du Lion-Blanc, à Tourcoing.

## La renaissance des estaminets

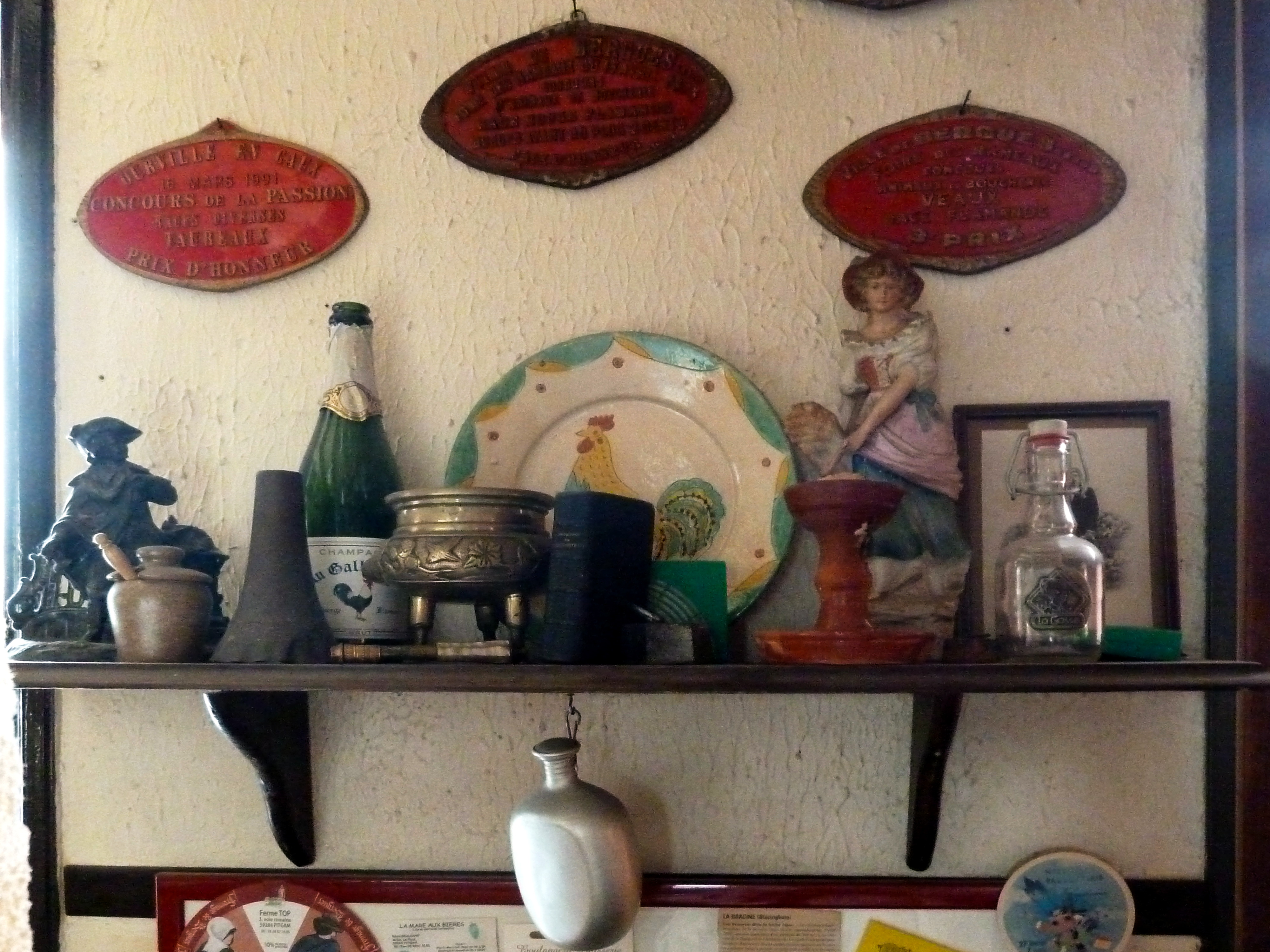
Dans l'estaminet du gallodrome de Drincham.

Aujourd'hui, on donne le nom d'« estaminet » à des tavernes ou auberges qui reprennent en décoration des ustensiles anciens et des décorations typiques, rustiques et traditionnelles. Du houblon pend au plafond, des images jaunies et des tableaux sont accrochés aux murs. Des bibelots, de vieilles bouteilles et des Vierpots (pots à cendre) pour allumer sa pipe, sont entassés sur la cheminée. La carte des menus  présente des plats à consonance flamande comme le Waterzoï ou le Potjevleesch. Au-dessus de la porte, une injonction, placée sous l'œil de Dieu, enjoint au client de ne pas blasphémer: Hier vloekt men niet.

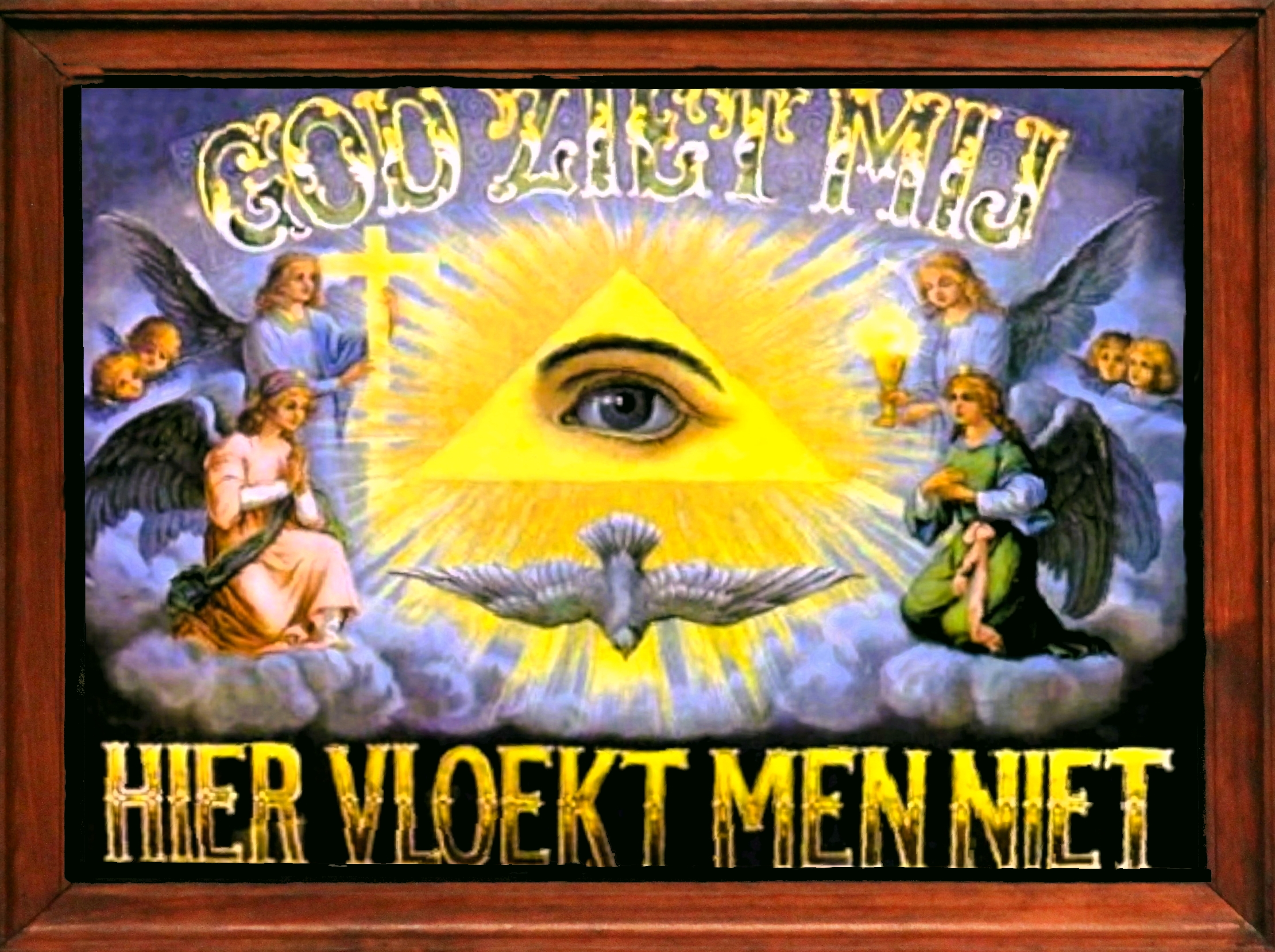
Drincham, estaminet du gallodrome Hier vloekt men niet